# Naukšēni (novads)
La municipalité de Naukšēni (en letton : Naukšēnu novads) est un novads de Lettonie, situé dans la région de Vidzeme. En 2011, sa population est de 2 387 habitants pour une superficie de 280,6 km2. Le centre administratif du novads est le village de Naukšēni.

## Subdivisions
La municipalité est composée de deux communes (pagasti) :
- Ķoņi pagasts
- Naukšēni pagasts